# Yulduz Hashimi
Yulduz Hashimi (Maymana, 8 juli 2000) is een Afghaans wielrenster. Samen met haar zuster Fariba Hashimi nam zij in 2024 deel aan de Olympische Zomerspelen, zowel aan de tijdrit als aan de wegrace. Bij de wegrace finishte haar zus nog wel, maar Yulduz stapte onderweg af, nadat ze problemen met haar stuur had gehad.

## Carrière
Zij begonnen in 2018 met wielrennen in Faryab, een noordelijke en conservatieve provincie in Afghanistan, waar vrouwen op een fiets niet werden geaccepteerd. De Italiaanse wielrenster Alessandra Cappellotto hielp ze om te vluchten uit Afghanistan, om bij het Italiaanse Valcar-Travel & Service te gaan rijden. In 2022 reden ze voor de opleidingsploeg van Israel Premier Tech Roland. In 2022 nam Hashimi deel aan de eerste editie van het Wereldkampioenschap gravel en werd ze tweede, achter haar zus, op het Afghaanse kampioenschap op de weg.

## Resultaten in voornaamste wedstrijden
|      | \| Jaar \| \| WK op de weg \| \| ---- \| \| ------------ \| \| 2023 \| \| opgave \| \| 2024 \| \| opgave \| |              |
| Jaar | | WK op de weg |
| 2023 | | opgave       |
| 2024 | | opgave       |